# Obrona manewrowa
Obrona manewrowa (ang. mobile defence) - jest to sposób prowadzenia obrony oparty na wykorzystaniu ruchliwości wojsk i ich aktywności oraz na obronie obiektów i rejonów kluczowych, których utrzymanie umożliwi skierowanie ruchu wojsk przeciwnika w pożądanym dla obrońcy kierunku. Jej celem jest osłabienie i wyhamowanie natarcia przeciwnika, zyskanie czasu dla stworzenia przewagi na wybranym kierunku, zatrzymanie go na dogodnej rubieży terenowej oraz rozbicie w wyniku zwrotów zaczepnych jego głównych sił. Broniący się musi posiadać zdolność do wykonywania manewru odwodami. W związku z tym głębokość obrony powinna być większa niż podczas prowadzenia obrony pozycyjnej. 
Istotą obrony manewrowej, w odróżnieniu od obrony pozycyjnej, jest rekompensowanie niedoboru sił i środków za pomocą manewru umożliwiającego koncentrację wysiłku w najważniejszym w danym momencie punkcie obrony i dekoncentrację w celu uchylenia się od starcia w niekorzystnych warunkach.
W Wojsku Polskim w okresie II RP obrona ruchowa stosowana była kiedy siły nie pozwalały na skuteczne oddziaływanie ogniem na całej szerokości odcinka obrony. W obronie ruchowej większość sił wykorzystywana była do uderzeń wypadowych lub przeciwuderzeń i przeciwnatarć. Zdaniem ówczesnych teoretyków wojskowych obrona ruchowa miała tę przewagę nad obroną stałą, bo utrudniła nieprzyjacielowi utrzymanie inicjatywy działań. Wymagała umiejętnego skupienia jak największej ilości sił do szybkiego działania.
W obronie manewrowej dąży się do wykorzystania czynników czasu i przestrzeni do rekompensowania niedoboru sił i środków w stosunku do przeważającego przeciwnika za pomocą manewru. Koncentracja wysiłku  następuje w określonych  obszarach obrony w celu uchylenia się od starcia w niekorzystnych warunkach. W obronie manewrowej rozstrzyga manewr i selektywny ogień. Józefa Kuropieski pisał: „obrona  manewrowa  to budowanie płota, za którym biega brytan”.
W warunkach współczesnej wojny manewr przenoszony jest także w trzeci wymiar. Prowadzi się powietrzno-lądowe działania zbrojne, a wartość statycznych, zawczasu wybranych i przygotowanych pozycji obronnych wyraźnie się zmniejsza. W odniesieniu do nowoczesnego pola walki aktualne pozostaje stwierdzenie Clausewitza, że obronne prowadzenie wojny nie jest tarczą, lecz raczej zasłoną utworzoną przez zręczne uderzenia. 
Omar N. Bradley pisze: „nie ulega bowiem wątpliwości, że w każdej obronie, a szczególnie w obronie manewrowej, stałe linie obronne mają wartość jedynie wówczas, gdy pod ich osłoną koncentruje się odwody szybkie. Bez takich sił szybkich w głębi stała linia obrony jest bezużyteczna”.